# Takeo Kamachi
Takeo Kamachi (n. 20 martie 1936, Manciuria, Rusia – d. 4 decembrie 2014) a fost un trăgător de tir ce a reprezentat Japonia, medaliat olimpic. A participat la 4 ediții ale Jocurilor Olimpice (1968, 1972, 1976, 1984) în care a câștigat o medalie de aur.